# Dekabryści (film 1927)
Dekabryści (ros. Декабристы) – radziecki czarno-biały film niemy z 1927 roku w reżyserii Aleksandra Iwanowskiego. Dramat historyczny o powstaniu dekabrystów.

## Obsada
- Władimir Maksimów jako Aleksander I
- Giennadij Miczurin
- Boris Tamarin
- Konstantin Karienin